# Ганс Вільгельм Гейгер
Ганс Вільгельм Гейгер (нім. Hans Geiger; 30 вересня 1882 — 24 вересня 1945, Потсдам) — німецький фізик, перший створив детектор альфа-частинок та іншого йонізуючого випромінювання. Син індолога Вільгельма Гейгера, брат кліматолога Рудольфа Гейгера.

## Життєпис
У 1906 р. йому присуджено ступінь доктора наук в університеті Ерлангена (Німеччина).
Гейгер працював у Манчестерському університеті з Резерфордом. Вивчав структуру атому у Німецькому національному науково-технологічномуй інституті (Берлін).
У 1925 р. став викладачем університету Кіля, співпрацював з Вальтером Мюллером, модернізував свій лічильник заряджених частинок — стала можливою реєстрація бета-частинок та йонізуючих фотонів. В університеті Тюбінгена вперше спостерігав за потоком космічного випромінювання; вивчав штучну радіоактивність, ядерний розпад.